# Novoazovszk
Novoazovszk (ukránul: Новоазовськ oroszul: Новоазовск) város Ukrajna délkeleti részén, az orosz határon. A 2020-as ukrajnai közigazgatási átszervezés óta a Donecki terület Kalmiuszkei járásához tartozik, de a gyakorlatban a szakadár Donyecki Népköztársaság fennhatósága alatt áll.
2014 áprilisától kezdődően oroszbarát szeparatisták a Donecki terület több városát elfoglalták, köztük Novoazovszkot is. Júniusban az Ukrán Fegyveres Erők visszafoglalták, ezt követően egy ideig nyugodt volt a helyzet. Augusztus 27-én azonban a Mariupol elleni támadás során újra a szeparatisták kezére került.

## Fordítás
- Ez a szócikk részben vagy egészben  a   Novoazovsk című angol Wikipédia-szócikk ezen változatának fordításán alapul.  Az eredeti cikk szerkesztőit annak laptörténete sorolja fel. Ez a jelzés csupán a megfogalmazás eredetét és a szerzői jogokat jelzi, nem szolgál a cikkben szereplő információk forrásmegjelöléseként.